# Division I i bandy för damer 1975/1976
Division I i bandy för damer 1975/1976 var Sveriges högsta division i bandy för damer säsongen 1975/1976. Säsongen avslutades med att norrgruppsvinnaren IK Göta blev svenska mästarinnor efter seger med 8-3 mot södergruppsvinnaren Katrineholms SK i finalmatchen på Backavallen i Katrineholm den 7 mars 1976.

## Upplägg
Lagen var indelade i två geografiskt sammansatta grupper, där de två bästa lagen i varje grupp gick vidare till slutspel om svenska mästerskapet.

## Förlopp
Söderhöjdens BK skulle ha spelat i Division I norra, men drog sig ur.

## Seriespelet

### Division I norra
| Nr | Lag         | S | V | O | F | +/-     | P |
| -- | ----------- | - | - | - | - | ------- | - |
| 1  | IK Göta     | 4 | 4 | 0 | 0 | 17 - 31 | 8 |
| 2  | Ljusdals BK | 4 | 2 | 0 | 2 | 12 - 20 | 4 |
| 3  | Bälinge IF  | 4 | 0 | 0 | 4 | 17 - 31 | 0 |

### Division I södra
| Nr | Lag             | S | V | O | F | +/-     | P  |
| -- | --------------- | - | - | - | - | ------- | -- |
| 1  | Katrineholms SK | 6 | 5 | 0 | 1 | 41-17   | 10 |
| 2  | Hammarby IF     | 6 | 3 | 1 | 2 | 27 - 25 | 7  |
| 3  | Tranås BoIS     | 6 | 3 | 1 | 2 | 22 - 20 | 7  |
| 4  | Lotorps IF      | 6 | 0 | 0 | 6 | 15 - 43 | 0  |

## Slutspel om svenska mästerskapet

### Semifinaler
- IK Göta-Hammarby IF 12-0, 10-1
- Katrineholms SK-Ljusdals BK 8-1

### Final
- 7 mars 1976: IK Göta-Katrineholms SK 8-3 (Backavallen, Katrineholm)